# Square Auguste-Balagny
Le square Auguste-Balagny est un espace vert du 17e arrondissement de Paris.

## Situation et accès
Le square est accessible par la place de la Porte-de-Champerret, la rue Jean-Oestreicher et la rue du Caporal-Peugeot.
Il est desservi par la ligne 3 à la station Porte de Champerret.

## Origine du nom
Le square rend hommage à Auguste Balagny (1805-1896), notaire français et premier maire du 17e arrondissement de Paris.